# Heptathlon aux championnats du monde d'athlétisme 2009
Navigation
Osaka 2007 Daegu 2011
Le concours de l'heptathlon des championnats du monde de 2009 s'est déroulé les 15 et 16 août 2009 dans le Stade olympique de Berlin. Il est remporté par la Britannique Jessica Ennis.

## Critères de qualification
Pour se qualifier, il faut avoir réalisé au moins 6 100 points (minimum A) ou 5 900 m (minimum B) du 1er janvier 2008 au 3 août 2009.

## Records
Avant cette compétition, les records dans cette discipline étaient les suivants :

### Records
Les records de l'heptathlon (mondial, des championnats et par continent) étaient avant les championnats 2009 les suivants.
| Record                    | Athlète              | Pays       | Points       | Lieu     | Date               |
| ------------------------- | -------------------- | ---------- | ------------ | -------- | ------------------ |
| Record du monde           | Jackie Joyner-Kersee | États-Unis | 7 291 points | Séoul    | 24 septembre 1988  |
| Record des championnats   | Jackie Joyner-Kersee | États-Unis | 7 128 points | Rome     | 1er septembre 1987 |
| Record d'Afrique          | Margaret Simpson     | Ghana      | 6 423 points | Götzis   | 29 mai 2005        |
| Record d'Asie             | Ghada Shouaa         | Syrie      | 6 942 points | Götzis   | 26 mai 1996        |
| Record d'Amérique du Nord | Jackie Joyner-Kersee | États-Unis | 7 291 points | Séoul    | 24 septembre 1988  |
| Record d'Amérique du Sud  | Lucimara da Silva    | Brésil     | 6 076 points | Pékin    | 16 août 2008       |
| Record d'Europe           | Carolina Klüft       | Suède      | 7 032 points | Osaka    | 27 août 2007       |
| Record d'Océanie          | Jane Flemming        | Australie  | 6 695 points | Auckland | 28 janvier 1990    |

| Meilleure performance mondiale de l'année | 6587 pts | Jessica Ennis (GBR) | 10 mai 2009 | Desenzano del Garda |

## Médaillées
| Or            | Argent         | Bronze         |
| Jessica Ennis | Jennifer Oeser | Kamila Chudzik |

## Résultats
| Rang               | Athlète                | Pays        | Total points | Détail par épreuve (les points puis les résultats. La meilleure performance de chaque épreuve est en vert) | Détail par épreuve (les points puis les résultats. La meilleure performance de chaque épreuve est en vert) | Détail par épreuve (les points puis les résultats. La meilleure performance de chaque épreuve est en vert) | Détail par épreuve (les points puis les résultats. La meilleure performance de chaque épreuve est en vert) | Détail par épreuve (les points puis les résultats. La meilleure performance de chaque épreuve est en vert) | Détail par épreuve (les points puis les résultats. La meilleure performance de chaque épreuve est en vert) | Détail par épreuve (les points puis les résultats. La meilleure performance de chaque épreuve est en vert) |
| ------------------ | ---------------------- | ----------- | ------------ | --- | --- | --- | --- | --- | --- | --- |
| Rang               | Athlète                | Pays        | Total points | 100 mh | Hauteur | Poids | 200 m | Longueur                                                                                                   | Javelot | 800 m |
| Médaille d'or      | Jessica Ennis          | Royaume-Uni | 6 731 (WL)   | 1135 12 s 93                                                                                               | 1132 1,92 m                                                                                                | 803 14,14 m                                                                                                | 1054 23 s 25                                                                                               | 940 6,29 m                                                                                                 | 735 43,54 m                                                                                                | 932 2 min 12 s 22                                                                                          |
| Médaille d'argent  | Jennifer Oeser         | Allemagne   | 6 493 (PB)   | 1033 13 s 62                                                                                               | 1016 1,83 m                                                                                                | 813 14,29 m                                                                                                | 952 24 s 30                                                                                                | 981 6,42 m                                                                                                 | 796 46,70 m                                                                                                | 902 2 min 14 s 34                                                                                          |
| Médaille de bronze | Kamila Chudzik         | Pologne     | 6 471 (SB)   | 1050 13 s 50                                                                                               | 903 1,74 m                                                                                                 | 868 15,10 m                                                                                                | 949 24 s 33                                                                                                | 1023 6,55 m                                                                                                | 835 48,72 m                                                                                                | 843 2 min 18 s 58                                                                                          |
| 4                  | Natalia Dobrynska      | Ukraine     | 6 444        | 1000 13 s 85                                                                                               | 1016 1,83 m                                                                                                | 916 15,82 m                                                                                                | 885 25 s 02                                                                                                | 978 6,41 m                                                                                                 | 731 43,29 m                                                                                                | 918 2 min 13 s 22                                                                                          |
| 5                  | Lyudmyla Yosypenko     | Ukraine     | 6 416 (PB)   | 1030 13 s 64                                                                                               | 1054 1,86 m                                                                                                | 728 13,01 m                                                                                                | 994 23 s 86                                                                                                | 912 6,20 m                                                                                                 | 800 46,87 m                                                                                                | 898 2 min 14 s 64                                                                                          |
| 6                  | Hanna Melnychenko      | Ukraine     | 6 414        | 1036 13 s 60                                                                                               | 1016 1,83 m                                                                                                | 774 13,70 m                                                                                                | 970 24 s 11                                                                                                | 985 6,43 m                                                                                                 | 710 42,24 m                                                                                                | 923 2 min 12 s 85                                                                                          |
| 7                  | Antoinette Nana Djimou | France      | 6 323 (PB)   | 1059 13 s 44                                                                                               | 941 1,77 m                                                                                                 | 797 14,04 m                                                                                                | 902 24 s 83                                                                                                | 949 6,32 m                                                                                                 | 820 47,93 m                                                                                                | 855 2 min 17 s 72                                                                                          |
| 8                  | Tatyana Chernova       | Russie      | 6 288        | 1039 13 s 58                                                                                               | 903 1,74 m                                                                                                 | 690 12,43 m                                                                                                | 968 24 s 13                                                                                                | 1007 6,50 m                                                                                                | 703 41,88 m                                                                                                | 978 2 min 09 s 11                                                                                          |
| 9                  | Julia Mächtig          | Allemagne   | 6 265        | 923 14 s 40                                                                                                | 1016 1,83 m                                                                                                | 875 15,21 m                                                                                                | 944 24 s 39                                                                                                | 962 6,36 m                                                                                                 | 681 40,70 m                                                                                                | 864 2 min 17 s 07                                                                                          |
| 10                 | Sharon Day             | États-Unis  | 6 126        | 993 13 s 90                                                                                                | 1093 1,89 m                                                                                                | 755 13,42 m                                                                                                | 873 25 s 15                                                                                                | 756 5,69 m                                                                                                 | 747 44,14 m                                                                                                | 909 2 min 13 s 84                                                                                          |
| 11                 | Diana Pickler          | États-Unis  | 6 086        | 1050 13 s 50                                                                                               | 941 1,77 m                                                                                                 | 688 12,40 m                                                                                                | 910 24 s 75                                                                                                | 924 6,24 m                                                                                                 | 689 41,13 m                                                                                                | 884 2 min 15 s 60                                                                                          |
| 12                 | Marisa De Aniceto      | France      | 6 049        | 1010 13 s 78                                                                                               | 941 1,77 m                                                                                                 | 675 12,21 m                                                                                                | 858 25 s 32                                                                                                | 840 5,97 m                                                                                                 | 829 48,39 m                                                                                                | 896 2 min 14 s 80                                                                                          |
| 13                 | Aiga Grabuste          | Lettonie    | 6 033        | 1010 13 s 78                                                                                               | 867 1,71 m                                                                                                 | 745 13,26 m                                                                                                | 842 25 s 49                                                                                                | 975 6,40 m                                                                                                 | 735 43,52 m                                                                                                | 859 2 min 17 s 43                                                                                          |
| 14                 | Louise Hazel           | Royaume-Uni | 6 008        | 1036 13 s 60                                                                                               | 867 1,71 m                                                                                                 | 636 11,62 m                                                                                                | 963 24 s 19                                                                                                | 890 6,13 m                                                                                                 | 735 43,51 m                                                                                                | 881 2 min 15 s 85                                                                                          |
| 15                 | Brianne Theisen        | Canada      | 5 949        | 1023 13 s 69                                                                                               | 941 1,77 m                                                                                                 | 600 11,07 m                                                                                                | 922 24 s 62                                                                                                | 795 5,82 m                                                                                                 | 741 43,84 m                                                                                                | 927 2 min 12 s 62                                                                                          |
| 16                 | Linda Züblin           | Suisse      | 5 934        | 1014 13 s 75                                                                                               | 759 1,62 m                                                                                                 | 738 13,16 m                                                                                                | 883 25 s 04                                                                                                | 756 5,69 m                                                                                                 | 919 53,01 m                                                                                                | 865 2 min 17 s 01                                                                                          |
| 17                 | Jessica Samuelsson     | Suède       | 5 885        | 984 13 s 96                                                                                                | 830 1,68 m                                                                                                 | 765 13,56 m                                                                                                | 914 24 s 71                                                                                                | 819 5,90 m                                                                                                 | 613 37,15 m                                                                                                | 960 2 min 10 s 34                                                                                          |
| 18                 | Kaie Kand              | Estonie     | 5 760        | 980 13 s 99                                                                                                | 867 1,71 m                                                                                                 | 716 12,83 m                                                                                                | 791 26 s 07                                                                                                | 846 5,99 m                                                                                                 | 623 37,68 m                                                                                                | 937 2 min 11 s 92                                                                                          |
| 19                 | Aryiró Stratáki        | Grèce       | 5 748        | 954 14 s 17                                                                                                | 867 1,71 m                                                                                                 | 723 12,93 m                                                                                                | 803 25 s 93                                                                                                | 810 5,87 m                                                                                                 | 722 42,87 m                                                                                                | 869 2 min 16 s 72                                                                                          |
| 20                 | Yvonne Wisse           | Pays-Bas    | 5 704        | 1027 13 s 66                                                                                               | 830 1,68 m                                                                                                 | 696 12,53 m                                                                                                | 907 24 s 78                                                                                                | 810 5,87 m                                                                                                 | 549 33,82 m                                                                                                | 885 2 min 15 s 58                                                                                          |
| 21                 | Yuliya Tarasova        | Ouzbékistan | 5 658        | 946 14 s 23                                                                                                | 830 1,68 m                                                                                                 | 722 12,92 m                                                                                                | 924 24 s 60                                                                                                | 921 6,23 m                                                                                                 | 684 40,88 m                                                                                                | 631 2 min 35 s 05                                                                                          |
| 22                 | Nadja Casadei          | Suède       | 5 598        | 923 14 s 40                                                                                                | 830 1,68 m                                                                                                 | 722 12,92 m                                                                                                | 894 24 s 92                                                                                                | 783 5,78 m                                                                                                 | 520 32,30 m                                                                                                | 926 2 min 12 s 66                                                                                          |
| 23                 | Eliška Klučinová       | Tchéquie    | 5 505        | 856 14 s 89                                                                                                | 867 1,71 m                                                                                                 | 754 13,40 m                                                                                                | 782 26 s 17                                                                                                | 783 5,78 m                                                                                                 | 690 41,19 m                                                                                                | 773 2 min 23 s 79                                                                                          |
| 24                 | Bettie Wade            | États-Unis  | 5 134        | 1008 13 s 79                                                                                               | 978 1,80 m                                                                                                 | 0 NM | 889 24 s 98                                                                                                | 905 6,18 m                                                                                                 | 604 36,70 m                                                                                                | 750 2 min 25 s 50                                                                                          |
| 25                 | Ida Marcussen          | Norvège     | 5 014        | 907 14 s 51                                                                                                | 795 1,65 m                                                                                                 | 708 12,71 m                                                                                                | 833 25 s 59                                                                                                | 0 NM | 861 50,02 m                                                                                                | 910 2 min 13 s 81                                                                                          |
| 26                 | Sushmitha Singha Roy   | Inde        | 4 983        | 902 14 s 55                                                                                                | 759 1,62 m                                                                                                 | 605 11,15 m                                                                                                | 828 25 s 65                                                                                                | 680 5,43 m                                                                                                 | 591 36,03 m                                                                                                | 618 2 min 36 s 13                                                                                          |
| 27                 | Karolina Tyminska      | Pologne     | DNF          | 1026 13 s 67                                                                                               | 867 1,71 m                                                                                                 | 777 13,75 m                                                                                                | 993 23 s 87                                                                                                | | | |
| 28                 | Sara Aerts             | Belgique    | DNF          | 1058 13 s 45                                                                                               | 830 1,68 m                                                                                                 | | | | | |
|                    | Lilli Schwarzkopf      | Allemagne   | DNF          | 1007 13 s 80                                                                                               | 903 1,74 m                                                                                                 | 756 13,4                                                                                                   | | | | |

## Légende
Records et Performances
- AR : Record continental (area record)
- CR : Record des championnats (championship record)
- MR : Record du meeting (meet record)
- NR : Record national (national record)
- OR : Record olympique (olympic record)
- PR : Record paralympique (paralympic record)
- PB : Record personnel (personal best)
- SB : Meilleure performance personnelle de la saison (season's best)
- WL : Meilleure performance mondiale de l'année (world leader)
- WJR : Record du monde junior (world junior record)
- WR : Record du monde (world record)

Circonstances et Conditions
- DNF : N'a pas terminé (did not finish)
- DNS : N'a pas pris le départ (did not start)
- DQ : Disqualification (disqualification)
- NM : Aucun essai valable enregistré (No Mark)
- Q : Qualifié « directement » au prochain tour (ou à la prochaine compétition), lors d'une compétition majeure, grâce au classement ou à la réalisation des minima (automatic qualifier)
- q : Qualifié au prochain tour (ou à la prochaine compétition), lors d'une compétition majeure, grâce au repêchage ou à la réalisation de l'une des meilleures performances parmi celles des « non qualifiés directement » (grâce au meilleur temps ou à la meilleure distance par exemple) (secondary qualifier)